# Styelidae
Styelidae (лат.) — семейство оболочников из отряда Stolidobranchia класса асцидий (Ascidiacea). Одно из самых разнообразных семейств асцидий, который насчитывает 38 родов и более 500 видов. 

## Биология
В семейство входят как колониальные, так и одиночные оболочники. Одиночные формы способны только к половому размножению, тогда как колониальные виды Styelidae обнаруживают как половое размножение, так и регенеративные формы неэмбрионального развития. Несколько колониальных видов из рода Botrylloides являются единственными представителями хордовых, которые способны регенерировать весь организм из небольшого фрагмента мышцы.

## Список родов
Семейство включает 38 родов:
- Alloeocarpa Michaelsen, 1900 (Alleocarpa (sic) Michaelsen 1900; Alloecarpa (sic))
- Arnbackia Brewin, 1950
- Asterocarpa Brewin, 1946
- Bathyoncus Herdman, 1882
- Bathystyeloides Seeliger, 1907
- Berillia Brewin, 1952
- Botryllocarpa Hartmeyer, 1909 (Protobotryllus Pizon 1908)
- Botrylloides Milne-Edwards, 1841 (Metrocarpa Ärnbäck-Christie-Linde 1923; Sarcobotrylloides Drasche 1883)
- Botryllus Gaertner, 1774 (Alcyonium Pallas 1766; Myxobotrus Oka 1931; Parabotryllus Kott 1975; Polycyclus Lamarck 1815])
- Chorizocarpa Michaelsen, 1904
- Cnemidocarpa Huntsman, 1913 (Azygocarpa Oka 1932; Ypsilocarpa Ärnbäck 1922)
- Dendrodoa MacLeay, 1824 (Styelopsis Traustedt 1883)
- Dextrocarpa Millar, 1955
- Diandrocarpa Van Name, 1902
- Dicarpa Millar, 1955
- Distomus Gaertner, 1774 (Psilostyela Sluiter 1927)
- Eusynstyela Michaelsen, 1904 (Michaelsenia Van Name 1902)
- Gynandrocarpa Michaelsen, 1900
- Kukenthalia Hartmeyer, 1903
- Metandrocarpa Michaelsen, 1904 (Okamia Brewin 1948)
- Monandrocarpa Michaelsen, 1904 (Monoandrocarpa Kott 1972)
- Oculinaria Gray, 1868
- Oligocarpa Hartmeyer, 1911
- Pelonaia Forbes & Goodsir, 1841
- Podostyela Harant & Vernières, 1933
- Polyandrocarpa Michaelsen, 1904
- Polycarpa Heller, 1877 (Glandula Stimpson 1852; Pandocia Fleming 1822; Paratona Huntsman 1913; Styeloides)
- Polyzoa Lesson, 1831 (Chorizocormus Herdman 1886; Dictyostyela Oka 1926; Goodsiria Cunningham 1871; Monobotryllus (Agassiz 1880))
- Protostyela Millar, 1954
- Psammobotrus Oka, 1932 (Psammobothrus (sic))
- Psammostyela Weinstein, 1961
- Seriocarpa Diehl, 1969
- Stolonica Lacaze-Duthiers & Délage, 1892 (Amphicarpa Michaelsen 1922; Thylacium Alder & Hancock 1907)
- Styela Fleming, 1822 (Botryorchis Huntsman 1911; Clavellinopsis Fewkes 1889; Goniocarpa Huntsman 1912; Katatropa Huntsman 1912; Minostyela Kott 1969; Molstyela Oka 1934; Redikorzevia Oka 1929; Stylea (sic); Vannamea Oka 1932)
- Symplegma Herdman, 1886
- Syncarpa Redikorzev, 1913
- Theodorella Michaelsen, 1922
- Tibitin Monniot, 1983

## Галерея

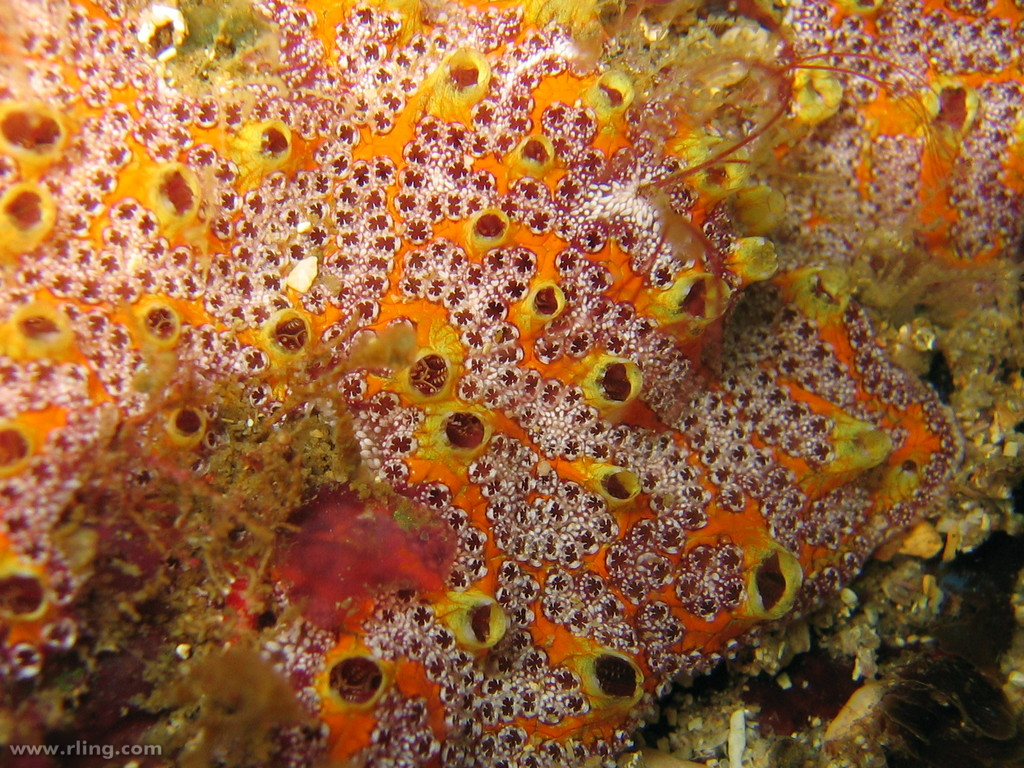
Botrylloides magnicoecum
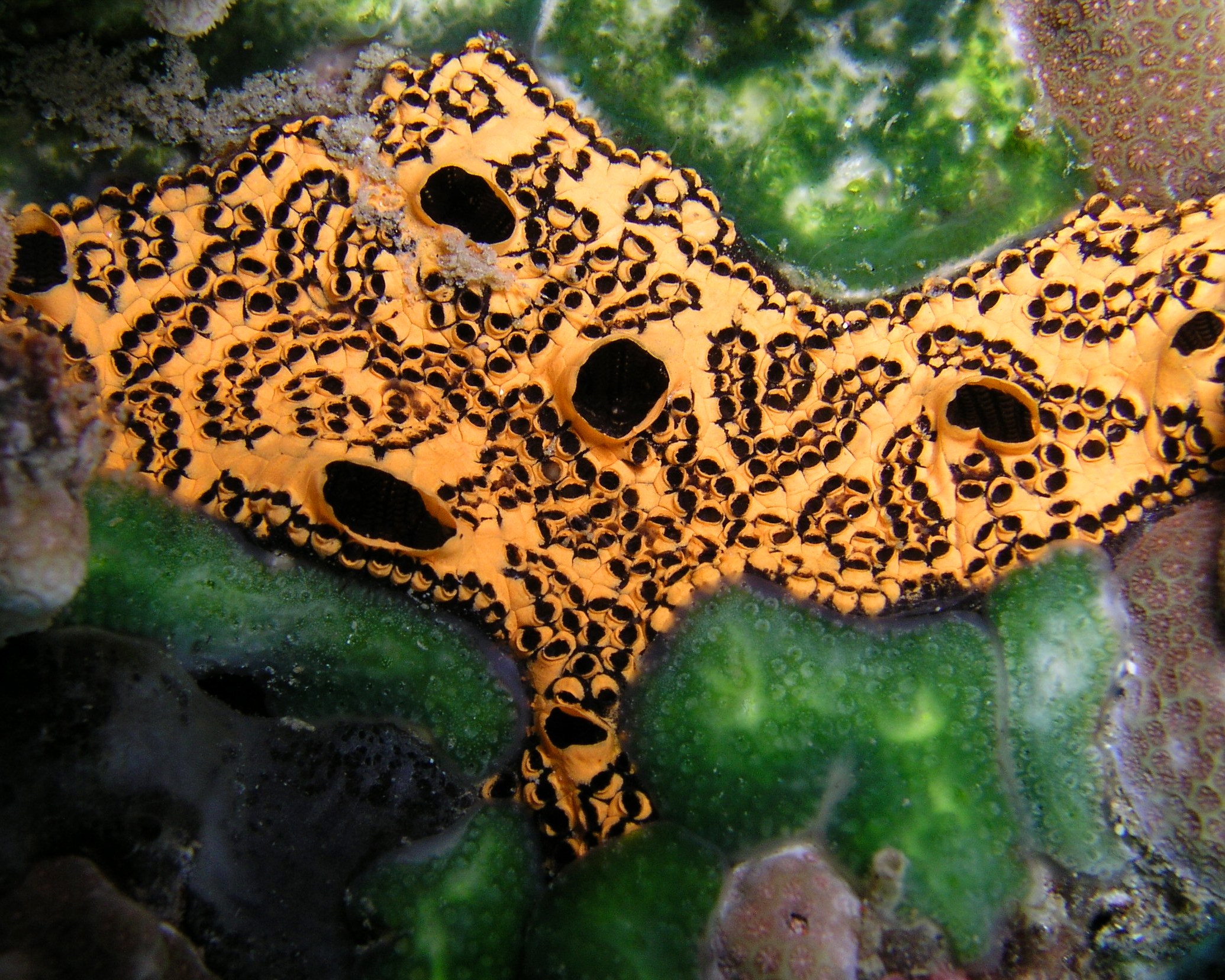
Botryllus schlosseri
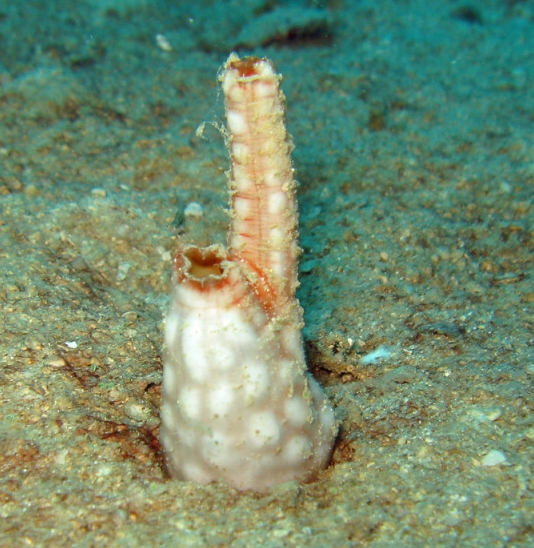
Cnemidocarpa stolonifera
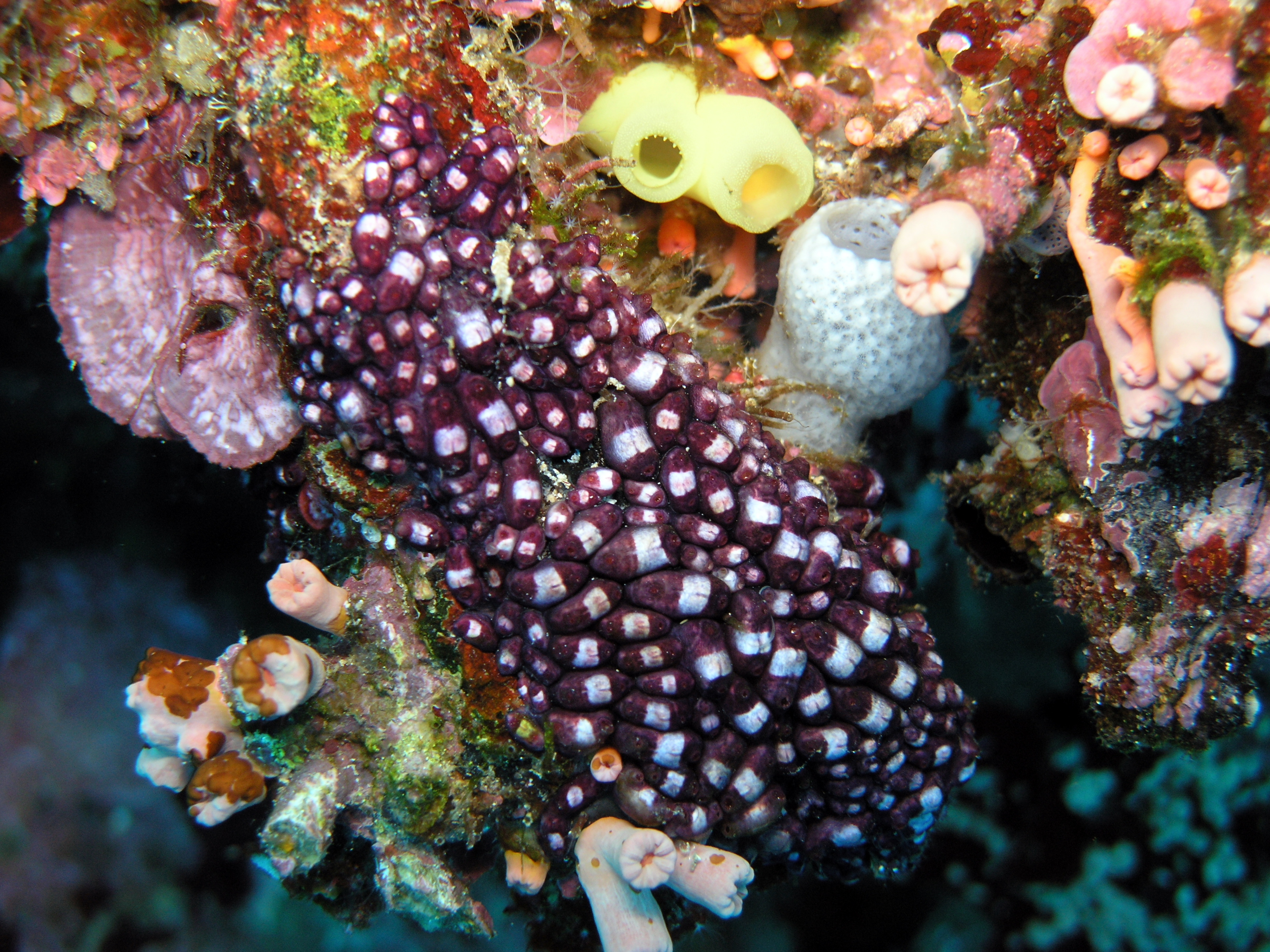
Eusynstyela misakiensis
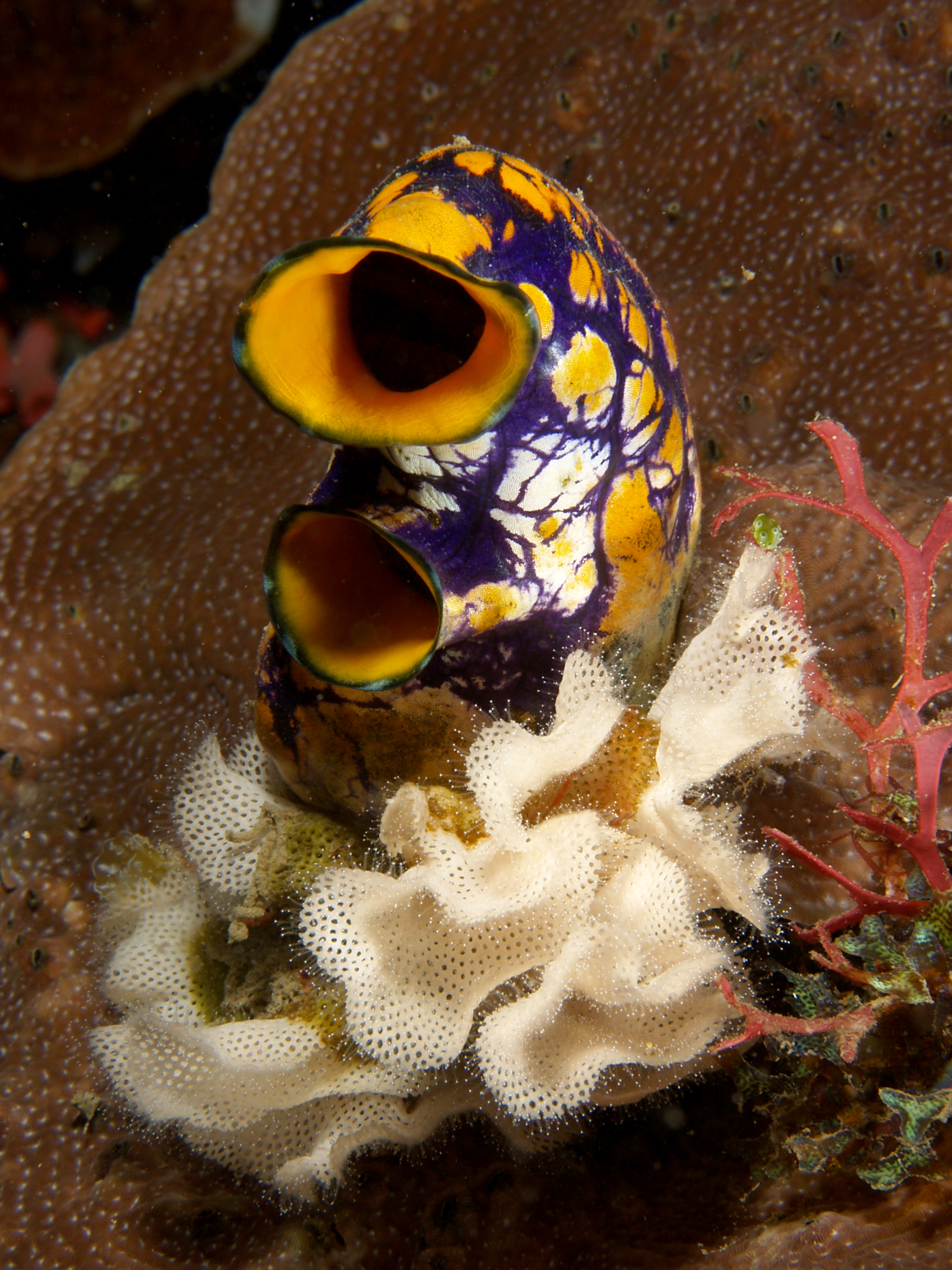
Polycarpa aurata
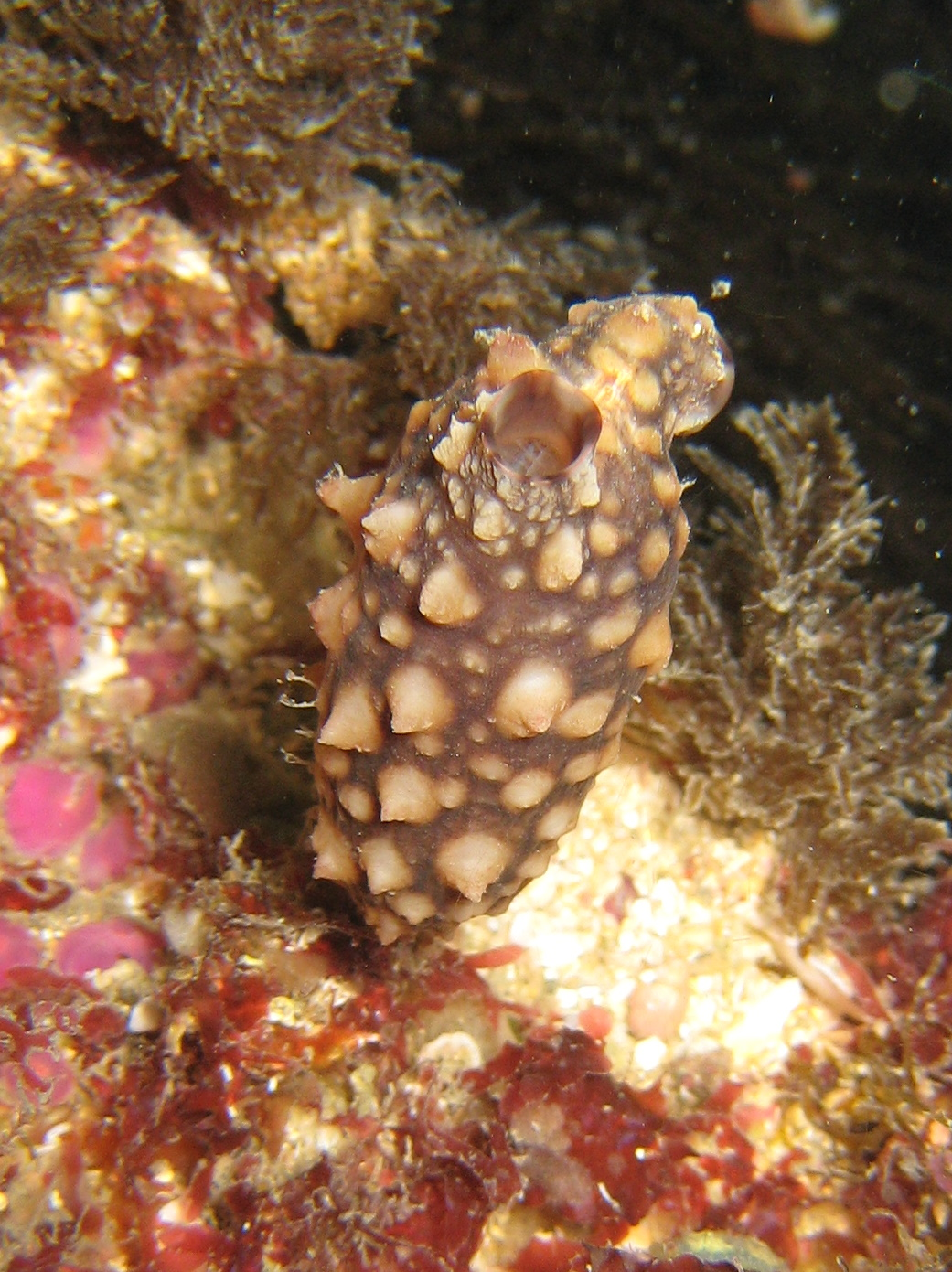
Styela clava
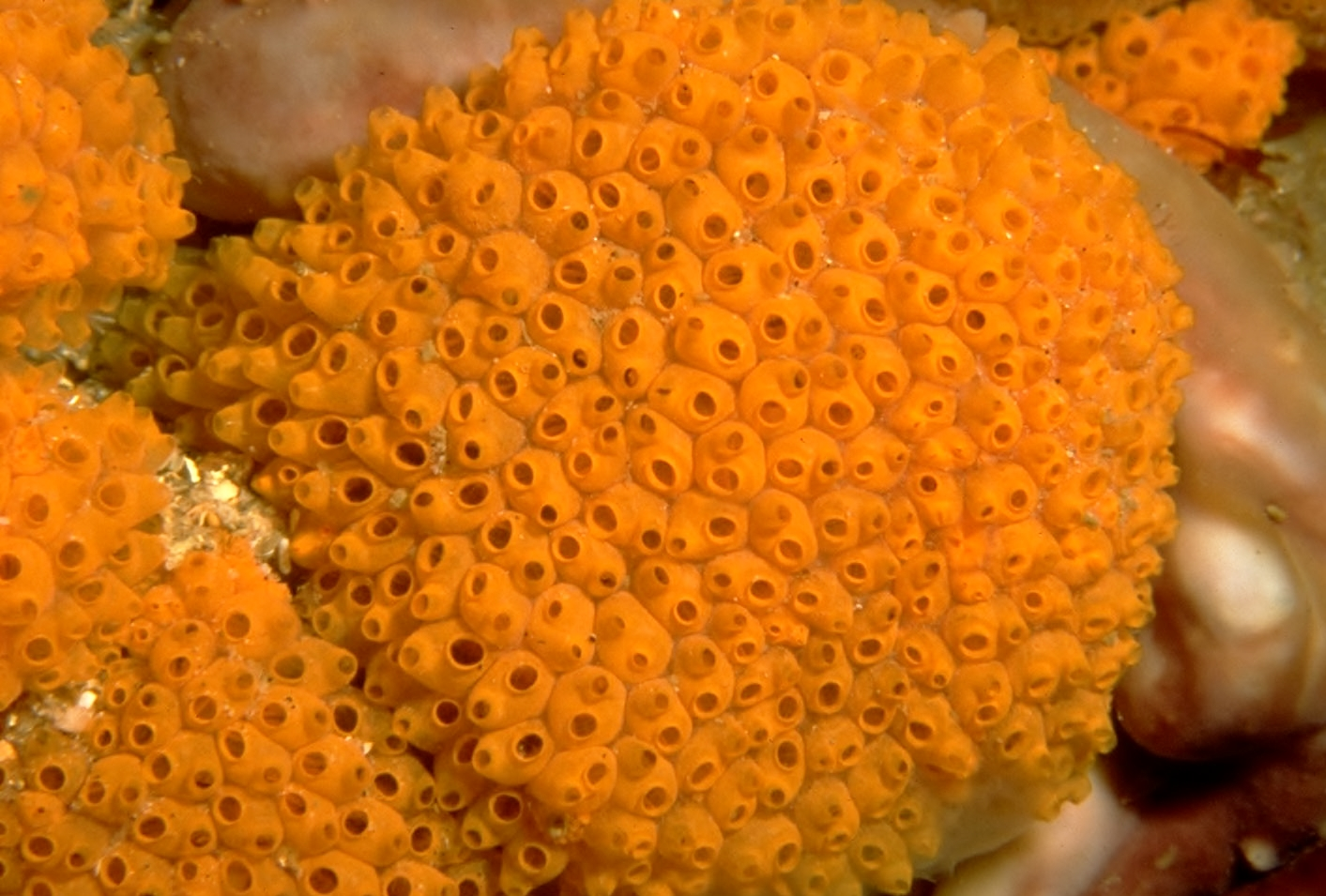
Symplegma rubra
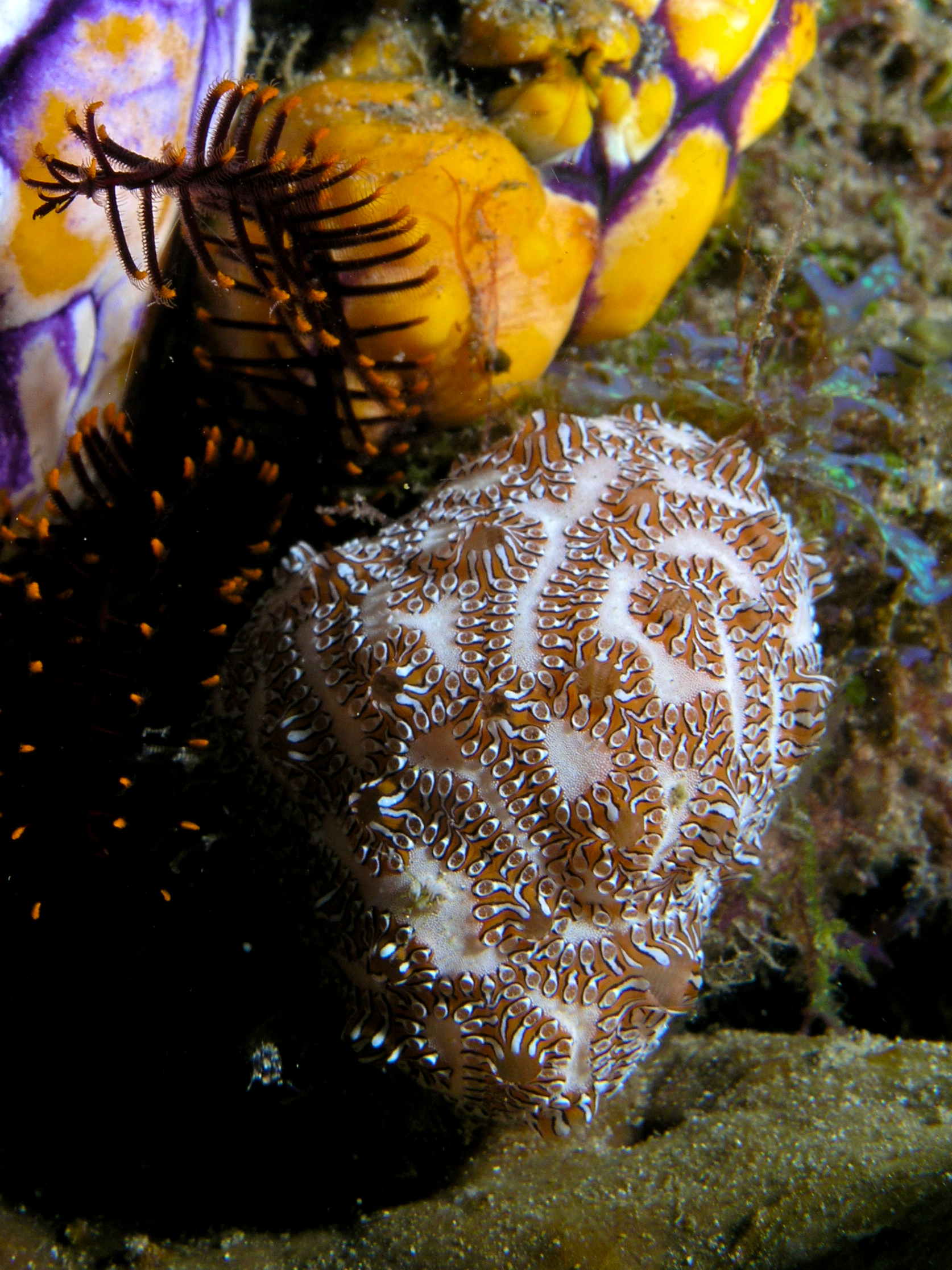
Botryllus sp.